# Elena Quirici
Elena Quirici, née le 16 février 1994 à Baden, est une karatéka suisse.

## Biographie
Elena Quirici naît le 16 février 1994 à Baden, dans le canton d'Argovie.
Elle fait un apprentissage d'employé de commerce.
Elle habite à Schinznach, dans le canton d'Argovie.

## Parcours sportif
Elle commence le karaté à l'âge de 4 ans.
Elle remporte aux championnats d'Europe de karaté 2016 à Montpellier la médaille d'or dans la catégorie des moins de 68 kg en battant en finale l'Autrichienne Alisa Buchinger. Elle avait auparavant terminé deuxième des championnats d'Europe de karaté 2015 à Istanbul après avoir été battue par la même Buchinger en finale.
Elle est médaillée d'or en kumite individuel des moins de 68 kg et en kumite par équipe aux Championnats d'Europe de karaté 2018 avec Noémie Kornfeld, Ramona Brüderlin et Nina Radjenovic.
Elle est médaillée d'argent des moins de 68 kg aux Championnats d'Europe de karaté 2019 à Guadalajara.
Elle est médaillée d'or en kumite dans la catégorie des moins de 68 kg aux championnats d'Europe 2023 à Guadalajara.
Elle obtient la médaille d'argent dans la catégorie des moins de 68 kg aux Jeux européens de 2023 à Bielsko-Biała ainsi qu'aux Championnats du monde de karaté 2023 à Budapest.
Elle est médaillée d'or en kumite dans la catégorie des moins de 68 kg aux Jeux mondiaux de 2025 à Chengdu.